# 真壁小巻
真壁小巻（まかべ こまき、1974年4月15日 - ）は、日本のファッションモデル、キャンペーンガール。神奈川県出身。身長166cm、体重45Kg、B80 W58 H85、靴のサイズ24.0cm（プロフィールは1996年当時）。

## 来歴・人物
雑誌「mcSister」の専属モデルとして活躍。水着のキャンペーンガール出身だが、愛くるしいファニーフェイスで同性からの人気も高かった。

## 出演

### TV
- なるほど!ザ・ワールド（1993年、フジテレビ系）旭化成水着マスコットガール時代にエンディング映像に起用
- ドキッ！丸ごと水着 女だらけの水泳大会（1993年、フジテレビ系）水着ファッションショーに出演
- 水着でKISS ME（1993年、テレビ東京系）「水着美女図鑑」に出演

### CM
- 不二家 カントリーマアム（1992年）
- 消防庁 防災キャンペーン（1993年）
- 宇部興産 カレンダー（1994年）
- サンショップヤマザキ お弁当（1994年）
- 資生堂 レシェンテパーフェクトルージュEx（1995年）
- 資生堂 PJラピス（1995年）印刷媒体のみ
- エム・ディ・アイ CUBEクラブ（1995年）
- ファーストリテイリング ユニクロ（1995年）
- 明治製菓 デムコAローション（1996年）
- 日本マクドナルド ベーコンレタスバーガー（1996年）
- 新潟ビジネス専門学校
- 浜名湖ボート（1997年）
- メニコン メニコンZ（2000年）

### 雑誌
- mcSister（1993年～1995年、専属モデル）
- SEDA

## 写真集
- Sister（1993年、ぶんか社）ISBN 4877240004

## その他
- 旭化成水着マスコットガール（1993年）キャッチコピーは「パーソナル・サンプレイ」